# 謝列茨湖
謝列茨湖是俄羅斯的湖泊，由卡累利阿共和國負責管轄，距離謝戈澤羅湖10公里，海拔高度135米，長15公里、寬5公里，面積62平方公里，平均水深15至17米。